# Binh pháp tam đại nguyên lưu

## Khái yếu
Binh pháp tam đại nguyên lưu (兵法三大源流 - Hyōhō sandai genryū, Heihō sandai genryū) là danh từ chỉ chung 3 lưu phái kiếm thuật Nhật Bản, bao gồm Nen-ryū (Niệm lưu), Shintō-ryū (Thần Đạo lưu) và Kage-ryū (Âm lưu). Tên gọi này bắt nguồn từ tên 3 môn phái gồm Nen-ryū (Niệm lưu), Shintō-ryū (Tân Đương lưu) và Kage-ryū (Âm lưu) thời trung cổ trong lịch sử binh pháp từ cuốn "Kage mokuroku" (Ảnh mục lục) mà kiếm sư Kami-izumi Nobutsuna trao lại cho Yagyū Muneyoshi vào niên hiệu Eiroku thứ 9 (1566).
Người ta cho rằng khi lần theo nguồn gốc kiếm thuật Nhật Bản thì sẽ đến được 3 lưu phái này. Cũng có trường hợp bao gồm luôn cả phải Chūjō-ryū và gọi là binh pháp tứ đại nguyên lưu.
Từ "binh pháp" (heihō, hyōhō) không chỉ có nghĩa là thuật bày binh bố trận, điều binh khiển tướng mà còn mang nghĩa võ nghệ, kiếm pháp.

## Nen-ryū (Niệm lưu)
Là lưu phái do Nen-ami Jion sáng lập.
Các lưu phái khởi nguồn từ Nen-ryū
- Maniwa Nen-ryū (Mã Đình Niệm lưu) do Higuchi Sadatsugu sáng lập.
- Chūjō-ryū (Trung Điều lưu) do Chūjō Nagahide sáng lập.
  - Toda-ryū (Phú Điền lưu) do Toda Nagaie sáng lập.
    - Tōda-ryū (Đương Điền lưu) do Tōda Yoshimasa sáng lập.
    - Kanemaki-ryū (Chung Quyển lưu) do Kanemaki Jisai sáng lập.
      - Ittō-ryū (Nhất Đao lưu) do Itō Ittōsai sáng lập.
        - Ono-ha Ittō-ryū (phái Ittō-ryū nhánh Ono) do Ono Tada-aki sáng lập.
          - Nakanishi-ha Ittō-ryū (phái Ittō-ryū nhánh Nakanishi) do Nakanishi Chūta sáng lập.
            - Hokushin Ittō-ryū (Bắc Thần Nhất Đao lưu) do Chiba Shūsaku sáng lập.
              - Ittō Shōden Mutō-ryū (Nhất Đao Chánh Truyền Vô Đao lưu) do Yamaoka Tesshū sáng lập.

        - Tadanari-ha Ittō-ryū (phái Ittō-ryū nhánh Tadanari) do Itō Tadanari sáng lập.
          - Mizoguchi-ha Ittō-ryū (phái Ittō-ryū nhánh Mizoguchi)
            - Kōgen Ittō-ryū

      - Gan-ryū do Sasaki Kojirō sáng lập.

## Shintō-ryū(Thần Đạo lưu)
Là kiếm pháp truyền thừa ở địa phương Katori, Kashima. Shintō-ryū trong tam đại nguyên lưu không phải danh từ chỉ bất cứ môn phái cụ thể nào, chẳng hạn như Tenshin Shōden Katori Shintō-ryū.
Dưới đây là các lưu phái kiếm thuật bắt nguồn từ Shintō-ryū
- Tenshin Shōden Katori Shintō-ryū (Thiên Chân Chánh Truyền Hương Thủ Thần Đạo lưu) do Iizasa Chō-isai Inenao sáng lập.
  - Ippa-ryū (Nhất Vũ lưu) do Moro-oka Ippa sáng lập.
  - Mijin- ryū (Vi Trần lưu) do Negishi Tokaku sáng lập.
  - Kasumi-ryū (Hà lưu) do Makabe Ujimoto sáng lập.
  - Anazawa-ryū (Huyệt Trạch lưu)
  - Tenshin Shōjigen-ryū do Soseyo Nagamune sáng lập.
    - Jigen-ryū (Thị Hiện lưu) do Tōgō Shigekata sáng lập.
- Kashima-ryū (Lộc Đảo lưu)
  - Shintō-ryū (Tân Đương lưu) do Tsukahara Bokuden sáng lập.
    - Shin-musō Hayashizaki-ryū (Thần Mộng Tưởng Lâm Khi lưu) do Hayashizaki Jinsuke sáng lập.
    - Bokuden-ryū (Bốc Truyền lưu) do Tsukahara Bokuden sáng lập.
    - Ten-ryū (Thiên lưu) do Saitō Denkibō sáng lập.

  - Tennen Rishin-ryū (Thiên Nhiên Lý Tâm lưu) do Kondō Kura-no-suke sáng lập.
  - Kashima Shin-ryū (Lộc Đảo Thần lưu) do Kunii Zen-ya sáng lập.

## Kage-ryū (Âm lưu)
Môn phái do Aisu Hisatada gây dựng nên còn gọi là Aisu Kage-ryū.
Dưới đây là các lưu phái khởi nguồn từ Kage-ryū.
- Shinkage-ryū (Tân Âm lưu) do Kami-izumi Nobutsuna sáng lập.
  - Yagyū Shinkage-ryū (Liễu Sinh Tân Âm lưu) do Yagyū Muneyoshi sáng lập.
  - Hikita Kage-ryū (Sơ Điền Âm lưu) do Hikita Kagetomo sáng lập.
    - Shinkage Hikita-ryū (Tân Âm Sơ Điền lưu)
    - Sei-a-ryū (Tuy Tỉnh Oa lưu)
    - Kurama Yōshin-ryū (Yên Mã Dương Tâm lưu)

  - Taisha-ryū do Marume Nagayoshi sáng lập.
    - Jigen-ryū (Thị Hiện lưu)
    - Shin-nuki-ryū (Chân Quán lưu)

  - Okuyama Shin-ei-ryū (Áo Sơn Thần Ảnh lưu) do Okuyama Kimishige sáng lập.
    - Jikishin Kage-ryū (Trực Tâm Ảnh lưu) do Yamada Mitsunori sáng lập.
    - Mujushin-ryū (Vô Trụ Tâm lưu) do Harigaya Sekiun sáng lập.
      - Unkō-ryū (Vân Hoằng lưu)

  - Shin Shinkage Ichien-ryū (Tân Thần Âm Nhất Viên lưu)
    - Shintō Munen-ryū (Thần Đạo Vô Niệm lưu)

  - Komagawa Kaishin-ryū (Câu Xuyên Cải Tâm lưu)
  - Shinkage Makuya-ryū (Tân Ảnh Mạc Ốc lưu)